# Orrvérzés
Az orrvérzés (epistaxis) az orrból, melléküregekből és orrgaratból (nasopharinx) származó vérzést jelenti. Egyik leggyakoribb fül-orr-gégészeti sürgősség. Az esetek többségében a vérzés nem okoz jelentős vérveszteséget, és magától megszűnik, de néha súlyos, kórházi beutalást és orvosi ellátást igényel.

## Osztályozás
- Elülső orrvérzés: általában vénás eredetű vérzés, a locus Kiesselbachi (az orrnyílástól 1,5 cm-re az orrsövényen) területéről származik, egyenes fejtartás mellett az orrbemeneten keresztül távozik a vér.
- Hátsó orrvérzés: általában artériás eredetű vérzés, a garat irányába ürül, legtöbbször az uvulán látható a vér.
- Choanák területéről származó vérzés: a hátsó, vagy oldalsó garatfalon látható a vér.

## Az orrvérzés okai
- fejlődési rendellenességek: Osler-betegség (Teleangiectasia hereditaria haemorrhagica) ritka,
- orr sérülése pl: orrot ért trauma, nasogastricus szonda,
- orrban lévő idegentest,
- orr- és garatműtétek után,
- hypertonia (ismételten jelentkezik, kezelésre nem reagál),
- orr- és garatdaganat, orrpolip,
- idiopathiás (ismeretlen): az esetek többségében.

### Kockázati tényezők
- gyermek- és időskor,
- felső légúti fertőzés, gyulladás,
- nyálkahártya szárazság,
- vérzékenységgel járó betegségek pl.: thrombopaenia, májcirrhosis,
- véralvadást gátló gyógyszer (például Syncumar, Aspirin) szedése.
- Kemoterápia

## Tünetek
Orrjáratokból származó vagy garat felé jelentkező vérzés.
Heveny vérvesztéses szindróma (ritkán): sápadtság, tachycardia, vérnyomás csökkenés, gyengeség, szájszárazság.

## Diagnózis
1. Anamnézis: szedett gyógyszerek, betegségek, melyek előidézhetik, vagy rizikót képeznek.
2. Orrüreg, szájüreg, garat vizsgálata, vérnyomás, pulzus mérése.
3. Labor vizsgálatok: vérkép, véralvadási paraméterek vizsgálata (Syncumar szedése esetén alacsony prothrombin szint, valamint magas INR várható).
4. Képalkotó eljárások: radiológiai vizsgálat, ritkán szükséges angiographia, CT, MRI.
5. Belgyógyászati konzílium.

## Terápia
Az esetek kb. 6%-a szorul ellátásra.

### Nem gyógyszeres kezelés
Elsősegély: A beteget ülő testhelyzetbe kell hozni kissé előrehajtott fejjel, ha jelentős a vérvesztés és sokk alakult ki, akkor vízszintes fektetés. Az orrcimpák összenyomása 10-15 percig, az orrnyeregre hideg borogatás. Parittyakötés.
Elülső orrvérzés:
- Tamponálás: a vestibulum nasi és a közös orrjárat elülső részének érszűkítő és lokális érzéstelenítő szerrel átitatott tamponnal.
- Vérző ér koagulálása (elektrokauter, hő, lézer, kémiai).
- Haemostaticus anyagok alkalmazása helyileg (pl: Surgicel)

Hátsó orrvérzés: szakellátást és kórházi kezelést igényel.
- Bellock-tamponálás: jodoformmal vagy puha parafinnal (vazelinnel) átitatott gézcsíkkal réteges tamponálás (rhinoscop segítségével Tilley-fogóval, a teljes orrüreg szoros tamponálása)
- Ballonkatéter: lehet speciális, orrba behelyezhető katéter, de alkalmas lehet a Foley-katéter is.
- Expandáló szivacsos tampon: haemostaticus anyaggal átitatott, nedvességre jelentősen kitágul.
- Endoszkópos: direkt vérzéscsillapítás.

Choanák területéről származó vérzés:
- Bellocq-tamponálás. Parasyimpatoliticus gyógyszer (pl: Atropin) adása javasolt, a vagus-reflex kivédése céljából). 24-72 órán belül el kell távolítani a tampont.

### Gyógyszeres kezelés
- Helyileg érzéstelenítés (pl: Lidocain) és edzés (pl: AgNO).
- Helyileg érszűkítő és ödéma csökkentő szerek: szimpatomimetikumok (pl: epinephrin, xylometazolin: Otrivin, Novorin)
- Helyileg és per os alkalmazható regenerálódást elősegítő készítmény.
- Szedativumok (pl: Diazepám).
- Paraszimpatolitikumok (pl: Atropin).
- Tamponálás esetén antibiotikum profilaxis.
- Magas vérnyomás kezelése (pl: Nifedipin, Uradipil).
- Véralvadási zavar kezelése (pl: K vitamin, FFP).
- Volumenpótlás: infúzió, transzfúzió (ritkán szükséges).

### Műtéti kezelés
- Az érintett ér ligaturája: arteria (art.) sphenopalatina (artériás orrvérzések forrása), az art. maxillaris internából származik (végső esetben ez is leköthető).
- Haemangioma embolisatioja.
- Tumorok, polypok kezelése.

## Külső hivatkozás
- MIT TEGYEK ORRVÉRZÉS ESETÉN?
- http://www.eum.hu/download.php?docID=2234%5B%5D
- http://www.fulspecialista.hu/index.php?menu=5170
- Sönke M: Memorix Sürgős esetek ellátása. Semmelweis Kiadó, Budapest, 2000, 184. o.
- Göbl G: Oxiológia. Medicina könyvkiadó, Budapest, 2001, 504. o.
- http://www.emedicine.com/EMERG/topic806.htm
- http://www.surgossegi-ellatas.com/orrverzes-surgossegi-ellatasa/%5B%5D